# Osamu Hayaishi

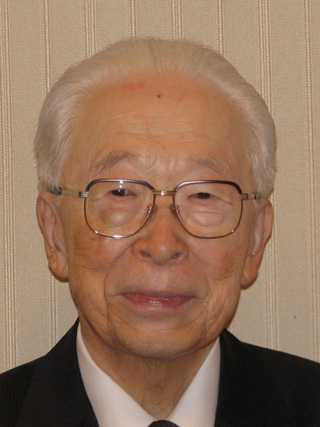

Osamu Hayaishi (Stockton, 8 gennaio 1920 – 17 dicembre 2015) è stato un biologo giapponese e professore all’Osaka Bioscience Institute.

## Nascita ed educazione
Osamu Hayaishi nacque a Stockton (California), USA, nel 1920. Si laureò all'Università di Osaka nel 1942.

## Carriera accademica
Dal 1942 al 1952, Osamu Hayaishi fu ricercatore al Dipartimento di Batteriologia (Università di Osaka) nella Scuola di Medicina di Osaka in Giappone. Divenne professore in numerose università e ora presiede l'Amministrazione dell'Istituto di Bioscienze di Osaka.

## Ricerca
Osamu Hayaishi è noto per i suoi contributi alle scienze biomediche ed enzimologia grazie alle sue ricerche degli ossigenasi. Questi enzimi sono largamente diffusi in natura e rappresentano un gruppo unico di enzimi respiratori che catalizzano l'incorporazione diretta delle molecole di ossigeno nei vari substrati.
Nel 1986 gli fu assegnato il Premio Wolf per la Medicina "per la sua scoperta degli enzimi ossigenasi e le ricerche riguardo alla loro struttura e alla loro importanza biologica".